# Trophée des champions 1997
La Supercoppa di Francia 1997 (ufficialmente Trophée des champions 1997) è stata la ventunesima edizione della Supercoppa di Francia, la seconda organizzata dalla Ligue de Football Professionnel.
Si tenne il 23 luglio 1997 allo Stade de la Méditerranée di Béziers tra il Monaco e il Nizza, rispettivamente campione di Francia e detentore della Coppa di Francia 1996-97.
A conquistare il titolo è stato il Monaco che ha vinto per 5-2 con reti di Fabien Lefèvre, Japhet N'Doram (doppietta), Victor Ikpeba e David Trezeguet.

## Partecipanti
| Squadre | Qualificazione                             | Partecipazioni precedenti (il grassetto indica la vittoria) |
| ------- | ------------------------------------------ | ----------------------------------------------------------- |
| Monaco  | Vincitore della Division 1 1996-1997       | 3 (1960, 1961, 1985)                                        |
| Nizza   | Vincitore della Coppa di Francia 1996-1997 | 3 (1956, 1959, 1970)                                        |

## Tabellino
| Arbitro: | Puyalt (Aquitania) |

| |              | |
| Lefèvre 3’ N'Doram 15’ 17’ Ikpeba 33’ Trézéguet 76’                                                                      | Marcatori    | 69’ Debbah 90’ Vignola |
| · Barthez (c) · L. Martin · 6’ Diawara · Sagnol · 73’ Pignol · Diao · Benarbia · Carnot · Lefèvre · 62’ N'Doram · Ikpeba | Formazioni   | · Huc · Rol · Kartalija · Stefano · F. Martin (c) · Pottier 80’ · Milinković · Aulanier · Vignola · Vandecasteele · Debbah |
| · 6’ Costinha · 62’ Trézéguet · 73’ Léonard                                                                              | Sostituzioni | · Scotto 80’ |
| Jean Tigana | Allenatori   | Silvester Takač |